# Ellen Fiske
Ellen Fiske (Upsala, 1987) es una directora de cine documental, guionista y productora sueca.

## Trayectoria
Nació y creció en Upsala. Se formó en la Biskops-Arnö Folk High School y en la Academia de Arte Dramático de Estocolmo, finalizando sus estudios en 2015. En 2014 presentó el cortometraje Keep Me Safe y en 2015 prsentó el cortometraje Lone Dads, ambos ambientados en zonas desfavorecidas de Escocia.
En una entrevista explica que cuando era pequeña, solía ir con su padre cuando tocaba en un festival de teatro en Edimburgo y esa ciudad se convirtió en la primera en la que cuando tenía doce años podía caminar sola. "Allí me sentí como en casa y cuando comencé a hacer películas me pareció natural volver allí".
Ellen Fiske también dice en la entrevista que la idea original con Lone Dads era que trataría de embarazos adolescentes no deseados. Pero la investigación la llevó a una institución juvenil, donde la ausencia de los padres era típica de las adolescentes embarazadas.
En 2017 recibió la beca Filmstadens Kulturs, que se otorga a un cineasta residente en Estocolmo. Debutó en los cines suecos con el documental Josefin & Florin (2019), una historia de amor entre de una madre soltera de Suecia y un mendigo de Rumanía que eligen desafiar todas las convenciones.
Ha sido nominada a Gold Bag en tres ocasiones por Josefin & Florin (2020) a mejor documental y por Pájaros sin alas (Scheme Birds, 2021) a mejor película y mejor documental.

### Pájaros sin alas
Pájaros sin alas, documental del que Fiske es codirectora y guionista, se estrenó en el Festival de Cine de Tribeca de 2019. El documental sigue a la adolescente escocesa Gemma y las personas que componen su vida: su abuelo, que la crio cuando su madre la abandonó; su novio Pat; su mejor amiga Amy, a quien siempre le persigue la desgracia; y su vecino JP. Todos viven en Motherwell, en Escocia, una ciudad dejada a su suerte, fustigada por el desempleo, la violencia y el alcoholismo. Un lugar en el que "o acabas preñada o encerrada" y en el que aún se sienten los coletazos de las férreas políticas de Margaret Thatcher, que cerró las minas de hierro en 1980. El documental ha sido premiado en el festival de Tribeca en 2019 y nominado para el Premio de la Academia Sueca en 2021. También ha sido seleccionado en el IV Festival de Cine por mujeres de 2021.
En 2021 recibió la beca Mai Zetterling. Otras directoras distinguidas con esta beca son Lena Einhorn (2006), Karin Westerlund (2010) o Mia Engberg (2013)

## Filmografía
- Handgymnastik (2009)
- Vi är fjorton år (2010)
- Fel håll (2011)
- Föreställning pågår (2012)
- Leather Pleasure (2013)

- Keep Me Safe (2014) documental corto
- The Red ( 2015) corto
- Min Mamma: Moja Mama ( 2015) corto
- Josefin & Florin (2019) 80 ' documental dirección y guion: Ellen Fiske, Joanna Karlberg[4]

- Lone Dads (2016) corto documental
- Pájaros sin alas (2019) 90' documental dirigido por Ellinor Hallin y Ellen Fiske

## Premios y reconocimientos
Por Pájaros sin alas
- Mejor documental Festival de Tribeca
- Mejor dirección Festival de Tribeca
- Sección Generación. Atlántida Mallorca Film Fstival
- Prix d'Europe 2020